# کریستین رومرو
کریستین گابریل رومرو (اسپانیایی: Cristian Gabriel Romero‎؛ زادهٔ ۲۷ آوریل ۱۹۹۸) بازیکن فوتبال اهل آرژانتین است که برای باشگاه تاتنهام بازی می‌کند.
از باشگاه‌هایی که در آن بازی کرده‌است، می‌توان به جنوآ، یوونتوس و آتالانتا اشاره کرد.